# マヒデヴラン・スルタン
マヒデヴラン（オスマン語: ماه دوران、1500年頃 - 1581年2月3日）は、オスマン・トルコ第10代皇帝スレイマン大帝の妾。

## 生涯
マヒデブランとはペルシャ語で、永遠に美しい、といった意味である。皇后ではなかったが、有力な後継者であったムスタファ皇子の母であるため、スレイマンの後宮で権力を持っていた。だがスレイマンが側女のヒュッレム（ロクセラーナ）に愛情を注ぐようになり、マヒデブランはその権力を失う。のちヒュッレムはスレイマンの正式な妻となるが、マヒデブランは最年長の皇子の母としての地位を保持した。アルバニアまたはチェルケス人とする諸説がある。
1515年にムスタファを生んだ時、スレイマンはマニサの知事だったが、マヒデブランは第一の寵妃となる。1520年にセリム1世が死ぬとスレイマンは首都コンスタンチノープルに移り、皇帝に即位した。しかしヒュッレムが1521年にメフメトを生むと、マヒデブランは唯一の皇子の母の地位を失う。マヒデブランとヒュッレムの闘争はスレイマンの母ハフサによって抑えられていた。だがヒュッレムの策略でマヒデブランはスレイマンの怒りをかった。のちマヒデブランは息子のムスタファとともにマニサへ赴く。
トルコでの慣習として皇子は修行のため地方の行政官に赴任することになっており、母はこれに同行した。ムスタファはこのため1533年にマニサに赴任した。1542年、ムスタファはアマスィヤに転任した。スレイマンはあと20年も生きるが、4人の皇子による後継者争いは激化し、マヒデブランはムスタファを助けた。
ムスタファは大変人気があり、ヒュッレムとその婿の大宰相リュステム・パシャは盛んにムスタファを攻撃した。
1553年、サファヴィー朝ペルシャとの戦争の間に、ムスタファは父の退位を画策したというのでスレイマンから死刑を命じられた。この知らせをマヒデブランはムスタファに伝えたが、ムスタファは無視し、処刑された。
ムスタファの処刑から数年して、マヒデブランはその墓のあるブルサに移った。生活は困窮を極めたが、のちムスタファの異母弟セリム2世のはからいでマヒデブランにも家が与えられた。1558年にヒュッレムが死んでから、マヒデブランは帝都へも出入することができるようになった。

## マヒデブランの登場するテレビドラマ
- オスマン帝国外伝〜愛と欲望のハレム〜（トルコ）